# Kelemenfalva
Kelemenfalva (ukránul: Климовиця) falu Ukrajnában, Kárpátalján, a Huszti járásban.

## Fekvése
Ilosvától északnyugatra, Gálfalva szomszédjában, 361 méterrel a tengerszint felett fekvő település.

## Nevének eredete
A Kelemenfalva helységnév magyar eredetű, alapja a Kelemen családnév (1456: Petrum Kelemen), mely a birtokos személyjellel ellátott falu főnévnek az összetételével keletkezett (lásd még a ruszin Келемен családnevet is). A ruszin~ukrán Климовиця a magyar név alapján keletkezett párhuzamos névadással, alapjául az ukrán Климентъ~Клeмeнтъ ’Kelemen’ (ССУМ. 1: 476) kn. becézett Клим alakja szolgált, amihez az-ica képző kapcsolódik.

## Története
Nevét 1600-ban említették először az oklevelek Kelemenfalva alakban (DEZSŐ 256).
Későbbi névváltozatai: 1645-ben Kelemen Falwa (Makkai 355), 1773-ban Kelemenfalva, Klimovicza, 1808-ban Kelemenfalva, Klimowica (Lipszky: Rep. 297), 1851-ben Kelemenfalva (Klimovicza) (Fényes Elek 2: 195), 1877-ben Kelemenfalva, Klimovica (Hnt.), 1913-ban Kelemenfalva (Hnt.), 1925-ben Klenovice, 1930-ban Klimovice (ComBer. 83), 1944-ben Kelemenfalva, Климовицa (Hnt.),
1983-ban Климовиця, Климовицa (ZO).
A falu Kelemen Kosztya nevű kenézéről kapta a nevét, akinek Mágócsi Gáspár 1579. március 15-én adott kenézi szabadalmat a falu megalapítására (MAKKAI355). A Kelemen család a 18. századig viselte a kenézséget. (Lehoczky 3:341).

## Népesség
A 2001-es népszámláláskor 397 lakosa volt.